# Liparis rostrata
Liparis rostrata är en orkidéart som beskrevs av Heinrich Gustav Reichenbach. Liparis rostrata ingår i släktet gulyxnen, och familjen orkidéer. Inga underarter finns listade i Catalogue of Life.